# Conclave de 1676
Le conclave papal de 1676 fut convoqué à la mort du pape Clément X, le 22 juillet 1676, afin de lui désigner un successeur. Il eut lieu entre le 2 août et le 21 septembre 1676 et aboutit à l'élection du cardinal Benedetto Odescalchi qui fut élu 240e pape de l'Église catholique romaine et prit le nom d'Innocent XI.

## Contexte
À la mort du pape Clément X le 22 juillet 1676, le Collège des cardinaux est convoqué à Rome afin de lui élire un successeur. Le Collège était alors composé de 67 cardinaux, dont 44 étaient présents à l’ouverture du conclave. Le nombre de cardinaux présents augmenta à 63 avec l’arrivée des cardinaux étrangers, arrivés en retard. Quatre cardinaux ne participèrent pas au conclave, dont deux moururent pendant le sede vacante. Parmi les présents, six avaient été élevés au cardinalat par le pape Urbain VIII, treize par Innocent X, dix-neuf par Alexandre VII, huit par Clément IX et dix-neuf par Clément X. Les deux cardinaux absents étaient Friedrich von Hessen et Pascal de Aragon.
Avant l'entrée en conclave, une liste des candidats possibles au Saint-Siège circule parmi les cardinaux présents à Rome, mais seul le cardinal Benedetto Odescalchi faisait figure de « papabile » sérieux à l'ouverture des débats. Odescalchi s'était imposé comme un candidat crédible depuis la mort soudaine du prédécesseur de Clément X, le pape Clément IX le 9 décembre 1669, mais le gouvernement français avait alors opposé son exclusive à cette nomination. À la mort de Clément X, le roi de France Louis XIV envisage à nouveau d'utiliser son droit de veto contre l'élection du cardinal Odescalchi, qui était perçu comme trop favorable au Royaume d'Espagne. Mais, informé de sa popularité croissante au sein du Collège des cardinaux et auprès du peuple de Rome, il finit par accepter sa candidature et demanda aux cardinaux français de ne pas s'y opposer.

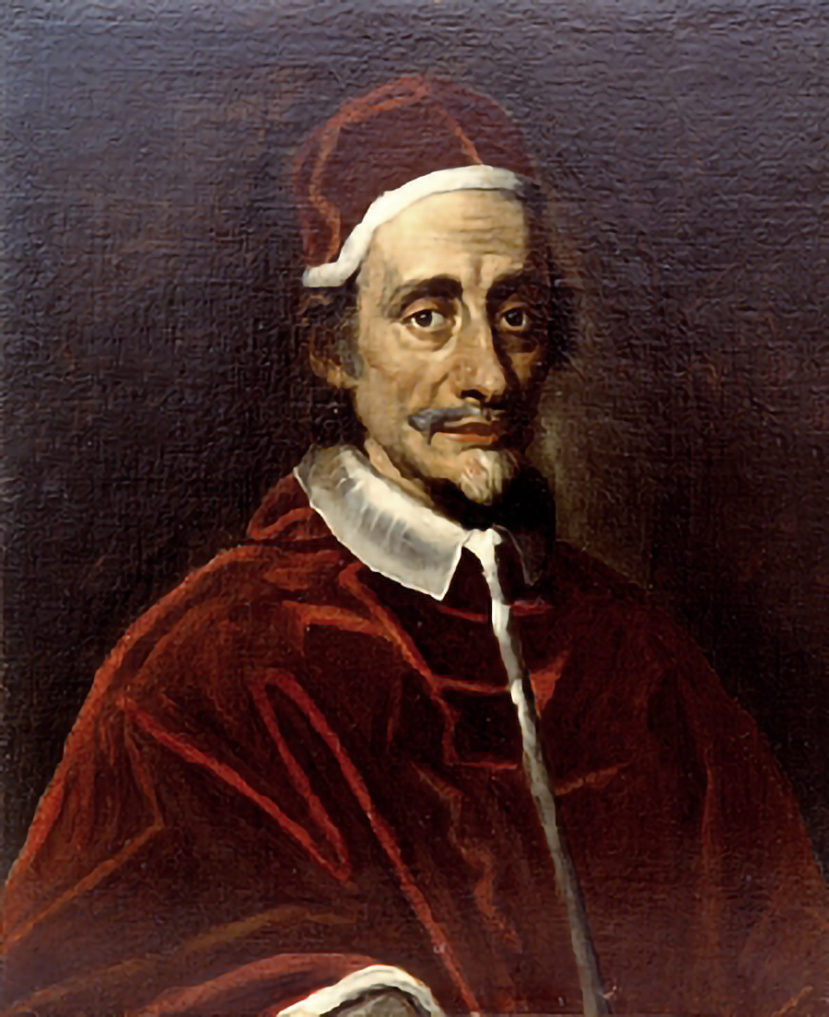
Benedetto Odescalchi, élu sous le nom d'Innocent XI

Lors du premier tour de scrutin, le 3 août 1676, le cardinal Odescalchi reçut 14 votes, 13 voix furent attribués à d'autres cardinaux et il y eut 25 abstentions. Au fil des tours, le nombre de cardinaux pouvant prétendre à l'élection allait en diminuant, mais lors du scrutin du 20 septembre, Odescalchi ne reçut plus que 8 voix, 19 voix étaient réparties entre les cardinaux Barberini, Rospigliosi et Alberizzi, alors que 30 cardinaux s'abstenaient toujours.
Finalement, le 21 septembre, Odescalchi fut entouré par ses partisans à l'intérieur de la chapelle du conclave et proclamé pape par acclamation plutôt qu'à l'issue d'un vote formel. Chaque cardinal vint embrasser sa main. Une fois élu pape, Innocent XI fit jurer au Collège des cardinaux qu'il renonçait à la capitulation du conclave qui avait été rédigée lors du conclave précédent, avant d'accepter son élection. En mettant fin à cette capitulation, il supprimait toute tentative de limiter la suprématie pontificale. Innocent XI est finalement couronné pape le 4 octobre 1676. Pendant le conclave, la Sacré Collège perdit deux de ses membres après le décès des cardinaux Virginio Orsini et Carlo Bonelli.

## Liste des cardinaux ayant pris part au conclave
| Nom                                                              | Date d'élévation au cardinalat | Fonction                                                            |
| ---------------------------------------------------------------- | ------------------------------ | ------------------------------------------------------------------- |
| Francesco Barberini                                              |                                | évêque d'Ostia e Velletri, doyen du Collège des cardinaux           |
| Ulderico Carpegna                                                |                                | évêque de Porto e Santa Rufina, vice-doyen du Collège des cardinaux |
| Giulio Gabrielli                                                 |                                | évêque de Sabina                                                    |
| Cesare Facchinetti                                               |                                | évêque de Palestrina                                                |
| Girolamo Grimaldi-Cavalleroni                                    |                                | évêque d'Albano                                                     |
| Carlo Rossetti                                                   |                                | évêque de Faenza                                                    |
| Niccolò Albergati-Ludovisi                                       |                                |                                                                     |
| Benedetto Odescalchi                                             |                                | élu pape Innocent XI                                                |
| Alderano Cibo                                                    |                                | évêque d'Iesi                                                       |
| Lorenzo Raggi                                                    |                                |                                                                     |
| Jean-François Paul de Gondi, cardinal de Retz                    |                                | archevêque de Paris                                                 |
| Luigi Omodei                                                     |                                |                                                                     |
| Pietro Vito Ottoboni                                             |                                | Futur pape Alexandre VIII                                           |
| Francesco Albizzi                                                |                                |                                                                     |
| Carlo Pio di Savoia                                              |                                |                                                                     |
| Girolamo Buonvisi                                                |                                | évêque de Lucca                                                     |
| Antonio Bichi                                                    |                                | évêque d'Osimo                                                      |
| Giacomo Franzoni                                                 |                                | évêque de Camerino                                                  |
| Pietro Vidoni                                                    |                                |                                                                     |
| Gregorio Barbarigo                                               |                                | évêque de Padoue                                                    |
| Girolamo Boncompagni                                             |                                | archevêque de Bologne                                               |
| Celio Piccolomini                                                |                                |                                                                     |
| Carlo Carafa della Spina                                         |                                |                                                                     |
| Alfonso Litta                                                    |                                | archevêque de Milan                                                 |
| Neri Corsini                                                     |                                |                                                                     |
| Paluzzo Paluzzi Altieri degli Albertoni                          |                                | préfet de la Congrégation pour la propagation de la foi             |
| Giannicolò Conti                                                 |                                | évêque d'Ancône                                                     |
| Giacomo Filippo Nini                                             |                                |                                                                     |
| Giulio Spinola                                                   |                                | évêque de Nepi et Sutri                                             |
| Innico Caracciolo                                                |                                | archevêque de Naples                                                |
| Giovanni Delfino                                                 |                                |                                                                     |
| Giacomo Rospigliosi                                              |                                | légat apostolique en Avignon                                        |
| Sigismondo Chigi                                                 |                                |                                                                     |
| Emmanuel-Théodose de La Tour d'Auvergne                          |                                |                                                                     |
| Luis Manuel Fernández de Portocarrero-Bocanegra y Moscoso-Osorio |                                |                                                                     |
| Carlo Cerri                                                      |                                | évêque de Ferrare                                                   |
| Lazzaro Pallavicino                                              |                                |                                                                     |
| Camillo Massimi                                                  |                                |                                                                     |
| Gaspare Carpegna                                                 |                                | préfet de la Congrégation des évêques et réguliers                  |
| Bernhard Gustave von Baden-Durlach, O.S.B.                       |                                |                                                                     |
| César d'Estrées                                                  |                                |                                                                     |
| Johann Eberhard Nidhard, S.J.                                    |                                |                                                                     |
| Pierre de Bonzi                                                  |                                | archevêque de Narbonne                                              |
| Vincenzo Maria Orsini, O.P.                                      |                                | évêque de Manfredonia, futur Benoît XIII                            |
| Francesco Nerli                                                  |                                | archevêque de Florence                                              |
| Girolamo Gastaldi                                                |                                |                                                                     |
| Federico Baldeschi Colonna                                       |                                | secrétaire de la Congrégation du Conseil tridentin                  |
| Galeazzo Marescotti                                              |                                | légat apostolique à Ferrare                                         |
| Alessandro Crescenzi                                             |                                | évêque de Recanati et Loreto                                        |
| Bernardino Rocci                                                 |                                | archevêque d'Orvieto                                                |
| Fabrizio Spada                                                   |                                |                                                                     |
| Mario Alberizzi                                                  |                                | archevêque de Tivoli                                                |
| Philip Howard, O.P.                                              |                                |                                                                     |
| Francesco Maidalchini                                            |                                |                                                                     |
| Carlo Barberini                                                  |                                |                                                                     |
| Decio Azzolino, iuniore                                          |                                |                                                                     |
| Paolo Savelli                                                    |                                |                                                                     |
| Flavio Chigi seniore                                             |                                |                                                                     |
| Nicolò Acciaioli                                                 |                                | légat apostolique à Ferrare                                         |
| Buonaccorso Buonaccorsi                                          |                                | légat apostolique à Bologne                                         |
| Felice Rospigliosi                                               |                                |                                                                     |
| Girolamo Casanate                                                |                                |                                                                     |
| Pietro Basadonna                                                 |                                |                                                                     |

## Cardinaux absents du conclave
Deux cardinaux, qui n'entrèrent pas dans le conclave, moururent à Rome pendant le sede vacante :
| Nom                              | Date d'élévation au cardinalat | Fonction                                     |
| -------------------------------- | ------------------------------ | -------------------------------------------- |
| Virginio Orsini, O.S.Io.Hieros., |                                | évêque de Frascati, il meurt le 21 août 1676 |
| Carlo Bonelli                    |                                | Il meurt le 27 août 1676                     |

Et deux autres cardinaux ne firent pas le déplacement à Rome :
| Nom                                                      | Date d'élévation au cardinalat | Fonction |
| -------------------------------------------------------- | ------------------------------ | -------- |
| Friedrich von Hessen-Darmstadt, O.S.Io.Hieros            |                                |          |
| Pascual de Aragón-Córdoba-Cardona y Fernández de Córdoba |                                |          |